# Heimo Pfeifenberger
Heimo Pfeifenberger (Zederhaus, 29 dicembre 1966) è un allenatore di calcio ed ex calciatore austriaco, di ruolo centrocampista, tecnico del Grödig.

## Carriera

### Calciatore

#### Club
Cresciuto nelle giovanili della squadra della sua città natale, passò nel 1985 all'Austria Salisburgo, squadra con la quale avrebbe disputato la maggior parte della sua carriera, sia pure in tre periodi diversi, e con cui vinse due campionati austriaci (1994 e 1995) e un titolo di capocannoniere (1994). La permanenza all'Austria Salisburgo venne interrotta una prima volta tra il 1988 ed il 1992, periodo in cui giocò nel Rapid Vienna, e poi tra il 1996 ed il 1998, quando disputò la Bundesliga in Germania con il Werder Brema.

#### Nazionale
In nazionale esordì il 23 agosto 1989 in una gara di qualificazione per i Mondiali 1990 e chiuse la propria esperienza nella rappresentativa in un incontro del 19 agosto 1998. Complessivamente raccolse 40 presenze con la Nazionale maggiore e partecipò a due Mondiali: quello del 1990, in cui però non scese in campo, e quello del 1998, in cui raccolse tre presenze.

### Allenatore
Da allenatore ha guidato il Grödig dal 2010 al 2012, il Wiener Neustadt dal 2012 al 2014 e il Wolfsberger dal 2015 al 2018.

## Palmarès

### Giocatore

#### Club
- Campionato austriaco: 2

Austria Salisburgo: 1993-1994, 1994-1995
- Supercoppa d'Austria: 3

Rapid Vienna: 1988
Austria Salisburgo: 1994, 1995

#### Individuale
- Calciatore austriaco dell'anno: 1

1994

### Allenatore
- Fußball-Regionalliga: 1

Grödig: 2007-2008